# Cissus anulata
Cissus anulata är en vinväxtart som beskrevs av B. Descoings. Cissus anulata ingår i släktet Cissus och familjen vinväxter. Inga underarter finns listade i Catalogue of Life.